# 病毒社会史

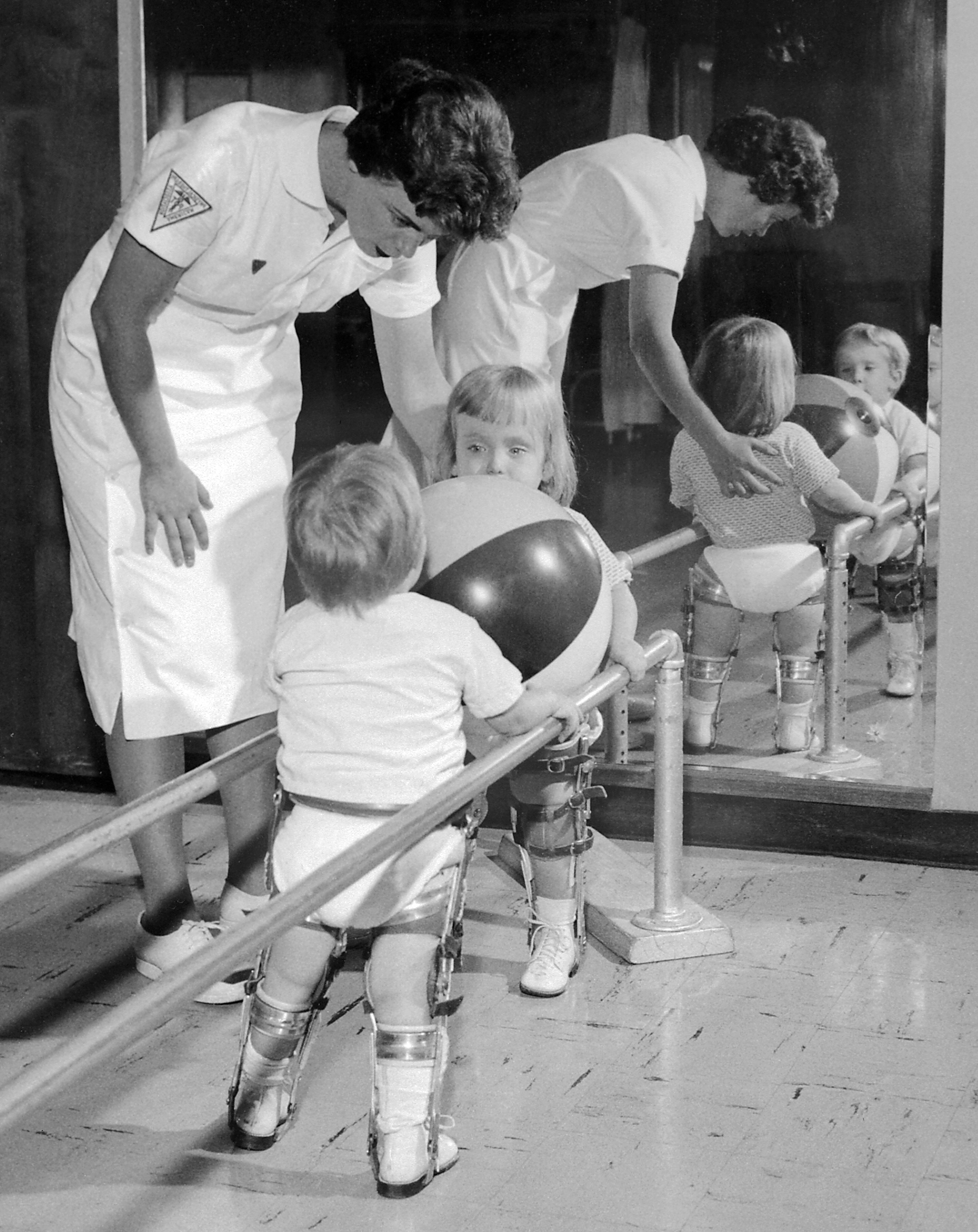
19世纪50年代患小儿麻痹症的孩子们接受治疗

病毒社会史讲述了病毒及其感染对人类历史的影响。大约在 12000 年前的新石器时代，人类的行为出现转变。农业的发展使得人口变得更加密集，因此，由病毒引起的流行病爆发了。密集的人口使得病毒迅速传播并成为地方性流行病。 与此同时，与牲畜和植物相关的病毒也在增加。因为人类越来越依赖农业和畜牧业，马铃薯病毒和牛瘟等造成了灾难性的后果。
天花和麻疹是最早感染人类的病毒之一。这些病毒从感染其他动物的病毒进化而来，数千年前首次出现在欧洲和北非的人类身上。这些病毒后来在西班牙征服美洲时期被欧洲人带到了新大陆，但当地人民对病毒并没有天然的抵抗力，成千上万的人在流行病期间死亡。 自 1580 年以来，就有传染性流感大范围爆发的记录，并且在随后的几个世纪中爆发频率越来越高。 1918-19 年的大流行病在不到一年的时间内造成四五千万人死亡，是历史上最具毁灭性的大流行病之一。
路易·巴斯德和爱德华·詹纳是通过研发疫苗来预防病毒感染的先驱。19世纪30年代电子显微镜发明后，人们了解了病毒的性质，病毒学也得以迅猛发展。20世纪，人们发现以前和现在的许多疾病都是由病毒引起的。19世纪50年代疫苗研发后，小儿麻痹症才得以控制。 艾滋病毒是几个世纪以来出现的最具致病性的新病毒之一。虽然是那些由病毒引起的疾病让科学家们对病毒产生了兴趣，但大多数病毒还是有益的。病毒能够通过在物种间水平转移基因（将遗传物质传递给其他细胞而非其子代）来推动进化，在生态系统中发挥重要作用，对生命也是至关重要的。

## 史前时期
在过去五万至十万年来，人类数量不断增加，并分散在世界各地，新的传染病出现了，包括由病毒引起的疾病。早年间，人类生活在狭小、孤立的区域中，大多数流行病并不存在。天花是历史上最致命和最具毁灭性的传染病，大约11000 年前首次出现在印度的农业社区。这种只感染人类的病毒可能源于啮齿动物的痘病毒。人类很可能是接触到了这些啮齿动物，其中一些人感染了其携带的病毒。当病毒越过了这种所谓的“物种屏障”时，影响可能会很严重，而人类却几乎没有与之对应的免疫系统。当时的人们生活在小团体中，感染病毒的人或死亡，或对其产生免疫力。这种后天形成的免疫系统只能通过母乳中的抗体和母亲血液流经的胎盘传给未出生的婴儿这两种方式，暂时传给后代，因此，每一代都可能发生传染病的零星爆发。大约公元前9000 年，许多人陆续在尼罗河肥沃的冲积平原上定居，由于人口变得足够密集，易感人群高度集中，病毒得以持续存在。流行性腮腺炎、风疹和小儿麻痹症以及其他需人群密集所致的病毒性疾病，也是在这个时候首次出现的。
新石器时代始于约公元前9500 年的中东，这个时期，人们开始从事农业。 这场农业革命发展了单一耕作的方式，为多种植物病毒的快速传播提供了机会。 南方豆花叶病毒的分化和传播可追溯到这一时期。  影响马铃薯以及其他水果蔬菜的马铃薯病毒的传播始于大约 6600年前。 
约10000 多年前，居住在地中海盆地周围的人类开始驯养野生动物，圈养了猪、牛、山羊、绵羊、马、骆驼、猫和狗。 这些动物随身携带病毒。 病毒可能会从动物传播给人类，但这种人畜共患感染很少见，动物病毒在人与人之间的传播更为罕见，但流感是例外。大多数病毒都具有物种特异性，不会对人类构成威胁。 由动物病毒性疾病引起的罕见流行病不会持续很长时间，因为病毒没有完全适应人类并且，人口太少无法维持感染链。 
其他更古老的病毒威胁更小。 8000 万多年前，人类的祖先首次感染了疱疹病毒。 人类因此对这些病毒产生了耐受性，并且大多数人已至少感染过其中一种病毒。 这些较轻微的病毒感染的记录很少，但早期人类很可能像今天的人类一样遭受由病毒引起的感冒、流感和腹泻。历史记载的则是近年来由进化后病毒引起的流行病和瘟疫。  

## 古代

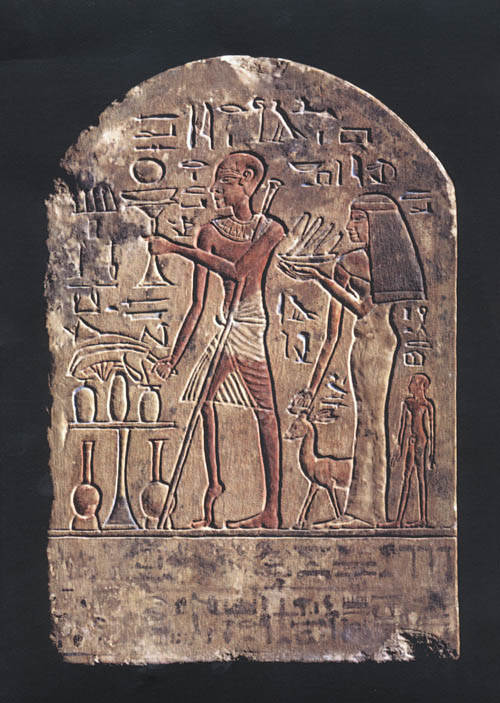
人们认为埃及石碑描绘了埃及第十八王朝（公元前 1580-1350年）一个患有小儿麻痹症的人。

据病毒感染记载，人们认为有一块埃及石碑描绘了一位来自埃及第十八王朝（公元前 1580-1350 年）的埃及牧师，他因感染小儿麻痹病毒出现足下垂畸形。 西普塔（埃及第十九王朝的统治者）的木乃伊有患小儿麻痹症的迹象，而埋葬在 3000 多年前的拉美西斯五世和其他埃及木乃伊有患天花的迹象。  公元前430年，天花病毒流行于雅典，四分之一的雅典军队和城内许多平民死于感染此病毒。 公元 165 年至 180 年的安东尼瘟疫，可能是天花大流行，致使罗马帝国大约 500 万人死亡，其中包括现在的英国、欧洲、中东和北非。 罗马士兵因被派往镇压现在伊拉克的起义，掠夺了底格里斯河上的塞琉西亚市，受到此病毒感染，这是大流行的开端。罗马士兵之后将这种疾病带回了罗马和欧洲，导致那里每天有多达 5,000 人感染死亡。疫情最严重时波及印度和中国。 
麻疹是一种古老的疾病，但直到 10 世纪，波斯医生穆罕默德·伊本·扎卡里亚·拉齐（ 865–925 年）才首次发现它。  拉齐使用阿拉伯语名称hasbah (íب٩) 来命名麻疹。麻疹还有许多其他名称，包括来自拉丁语 rubeus（“红色”）的 rubeola 和 morbilli（“小瘟疫”）。 麻疹病毒、犬瘟热病毒和牛瘟病毒之间的密切相似性引起了人们的猜测，即麻疹最初是从家养的狗或牛传染给人类的。 到 12 世纪，麻疹病毒似乎已经完全不同于当时广泛传播的牛瘟病毒。 
感染一次麻疹即可获得终生免疫力。因此，病毒需要很高的人口密度才能成为流行病，而这在新石器时代可能没有形成。 该病毒在中东出现后，于公元前 2500 年传播到印度。 当时麻疹在儿童中很常见，因此人们没把麻疹当作一种疾病。在埃及象形文字中，麻疹被视为人类发展的正常阶段。 日本孝谦天皇 （718-770 年）写的一首诗中有关于感染病毒的植物的最早描述，她在诗中描述了一种夏天叶子变黄的植物。这种植物后来被鉴定为紫茎泽兰，易感染番茄黄曲叶病毒。 

## 中世纪

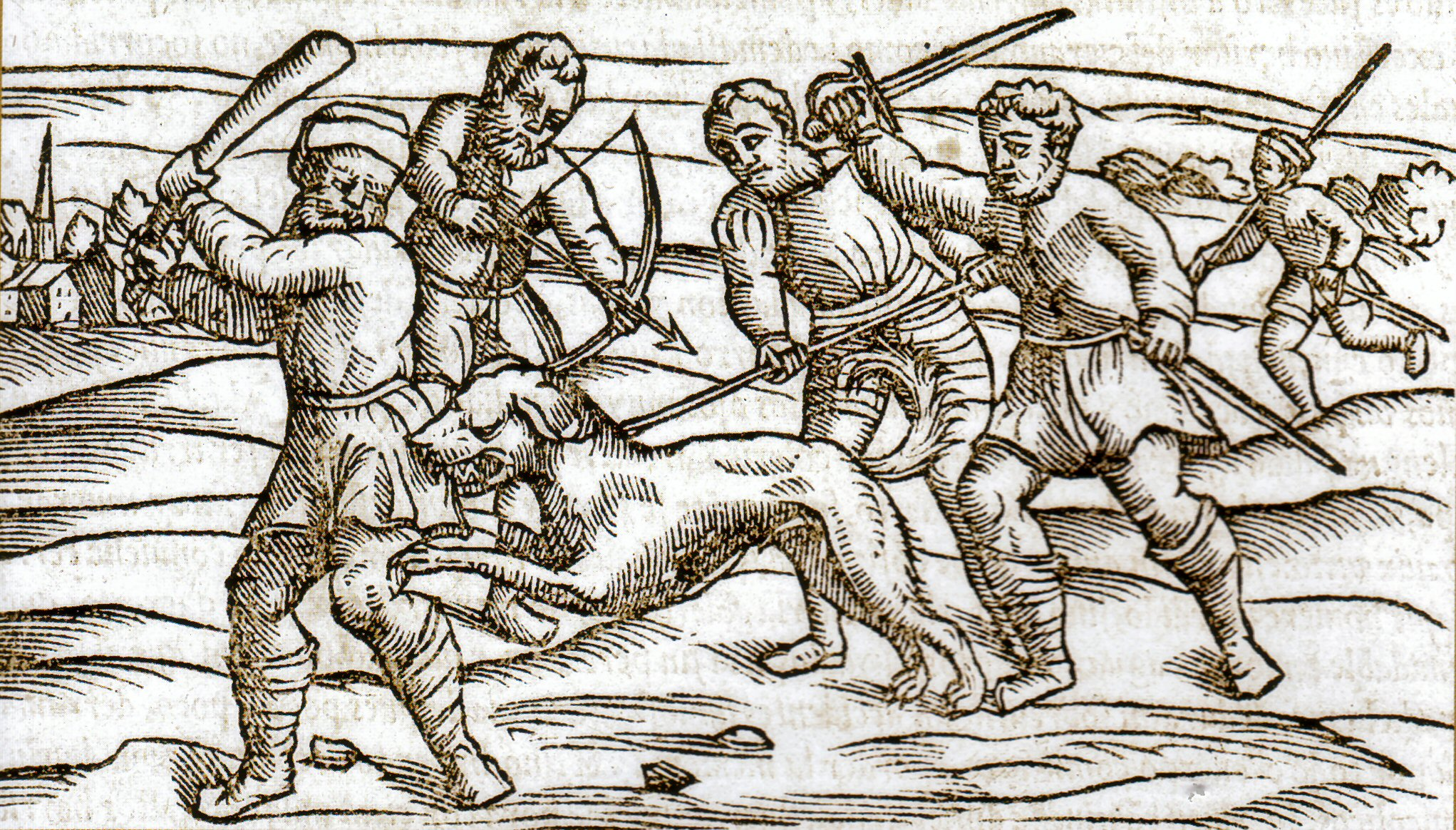
中世纪的木刻画，描绘的是患狂犬病的狗

欧洲人口的快速增长和城镇人口的日益集中导致了许多传染病，其中最臭名昭著的可能是黑死病 ——一种细菌感染 。 除了天花和流感，现在有记录的由病毒引起的感染爆发很少见。狂犬病是一种已发现了4000多年的疾病， 流行于欧洲，直到 1886 年路易·巴斯德研制出疫苗才得以抑制该病。 中世纪欧洲人的平均预期寿命为35岁 ; 60% 的儿童在 16 岁之前死亡，其中许多人在六岁前死亡。医生——为数不多的医生——既依赖他们有限的医学知识，也依赖占星术。治疗感染的方法包括一种由刺猬脂肪烤过的猫制成的药膏。 导致儿童死亡的众多疾病包括麻疹、流感和天花。 由于十字军东征和穆斯林征服促进了天花的传播，天花在五至七世纪传入欧洲大陆后，在欧洲盛行。  
麻疹在欧洲、北非和中东人口稠密的国家流行。 英格兰在13世纪首次提及了当时被称为“mezils”的这种病毒 ，可能存在于526年至1087年之间的49场瘟疫之一。 牛瘟是由一种与麻疹病毒密切相关的病毒引起的，是自罗马时代以来已知的一种牛疾病。 这种疾病起源于亚洲，于公元 370 年由入侵的匈奴人首次传入欧洲。 后来，1222 年、1233 年和 1238 年，成吉思汗及其军队率领蒙古人入侵，在欧洲引发了流行病。随后，英国从欧洲大陆进口牛，病毒传播到了英国。 当时牛瘟是一种毁灭性的疾病，死亡率高达 80-90%。牲畜的大量死亡进一步导致了饥荒。 

## 近代早期到近代晚期
1485 年 8 月 22 日，亨利都铎在博斯沃思战役中获胜后不久，他的军队突然因“英国汗热病”倒下，当代观察家将其描述为一种新疾病。 不同的是，这种疾病主要影响富人，可能起源于亨利七世在法国为军队征募士兵。  1508 年炎热的夏天，伦敦经历了一场流行病。感染者在一天之内死亡，整个城市处处都有人死亡。除了运送尸体的手推车外，街道上空无一人，亨利国王宣布除医生和药剂师外，禁止他人进入伦敦。 这种疾病在1529年7月传到了欧洲的汉堡，在最初的几周内就有一到两千人死亡。 在接下来的几个月里，普鲁士、瑞士和北欧因病毒受到重创。 最近一次爆发是在 1556 年的英国。 这种导致数万人死亡的疾病可能是流感或类似的病毒感染， 但当时医学还不是一门科学，记录并不可靠。 随着医学成为一门科学，对疾病的描述不那么模糊了。 当时医学对减轻感染者的痛苦收效甚微，政府还采取了其他控制疾病传播的措施。其中包括实施贸易和旅行限制，感染家庭与社区隔离，熏蒸建筑物，宰杀牲畜等。 
关于流感感染的记载可追溯至 15 世纪末和 16 世纪初， 但几乎可以肯定，感染发生的时间早于此。  1173 年，可能是欧洲首次出现流行病，而在 1493 年，伊斯帕尼奥拉岛的印第安人经历了一场现在被认为是猪流感的流行病爆发。有证据表明感染源是哥伦布船上的猪。 在 1557 年至 1559 年英格兰爆发流感期间，5% 的人口（约 15万人）死于感染。死亡率几乎是 1918-19 年流感的五倍。 第一次有可靠记录的大流行始于1580年7月，席卷了欧洲、非洲和亚洲。 死亡率很高 – 罗马死亡人数达8000人。 接下来的三场流行病都发生在 18  世纪，1781-82 年间，这可能是历史上最具灾难性的流行病。 这次流行病于1781年11月从中国开始，12月传播至莫斯科。  1782 年 2 月，大流感袭击了圣彼得堡，5 月传染到了丹麦。 六周内，就有75% 的英国人被感染，大流感很快蔓延到美洲。 
在15至18世纪欧洲殖民者到来之前，美洲和澳大利亚一直没有麻疹和天花。 天花与麻疹和流感一起被西班牙人带到了美洲。 天花由摩尔人从非洲引入，在西班牙流行。  1519年，墨西哥的阿兹特克首都特诺奇蒂特兰爆发天花疫情。这是由潘菲洛·德·纳尔瓦埃斯的军队引起的，他跟随埃尔南·科尔特斯从古巴出发，船上有一个患天花的非洲奴隶。 当西班牙人在1521年夏天最终进入首都时，他们看到首都到处是天花患者的尸体。 这次流行病，以及随后在1545-1548年和1576-1581年期间发生的流行病，最终杀死了一半以上的西班牙本地人。 大多数西班牙人都有免疫力；他的军队只有不到900人，如果没有天花的帮助，科尔特斯就不可能打败阿兹特克人并征服墨西哥。许多美洲原住民后来因欧洲人无意中传播的疾病而遭受重创。在哥伦布1492年抵达后的150年里，北美原住民人口因麻疹、天花和流感等疾病减少了80%。  这些病毒造成的损害极大地帮助了欧洲人取代和征服原住民的企图。  
到18世纪，天花在欧洲流行起来。1719年至1746年间，伦敦发生了五次流行病，欧洲其他主要城市也发生了大规模爆发。到该世纪末，每年约有40万欧洲人死于该疾病。1713年，该疾病由船只从印度携带到南非，并于 1789 年感染澳大利亚。 在 19 世纪，天花成为澳大利亚原住民最重要的单一死因。 
1546 年，吉罗拉莫·弗拉卡斯托罗 （1478-1553 年）（1478-1553）写了一篇关于麻疹的经典描述。他认为这种疾病是由“种子”（seminaria）引起的，这些种子在人与人之间传播。托马斯·西德纳姆（1624-1689年）记录了 1670 年伦敦发生的一场流行病，他认为这是由于从地球上喷出的有毒气体造成的。 虽然他的理论是错误的，但他是一个熟练的观察者，做了细致的记录。 
黄热病是一种由黄病毒引起的致命疾病。该病毒通过蚊子（埃及伊蚊）传播给人类，并首次出现在 3,000 多年前。  1647年，第一次有记录的黄热病流行发生在巴巴多斯岛，当时担任该岛总督的约翰·温思罗普称之为 "巴巴多斯瘟疫"。他通过了检疫法来保护人民——北美有史以来第一部这样的法律。17、18和19世纪，该疾病在北美进一步流行。 1779年，印度尼西亚和埃及出现了第一批已知的登革热病例。贸易船把这种疾病带到了美国，1780年费城发生了流行病。 
新发传染病（EID）已经对人类健康构成了越来越大的威胁。它们大多数是人畜共患的， 其中人口增加和畜牧业集约化以及野生动物环境的强化是其部分致病原因。  

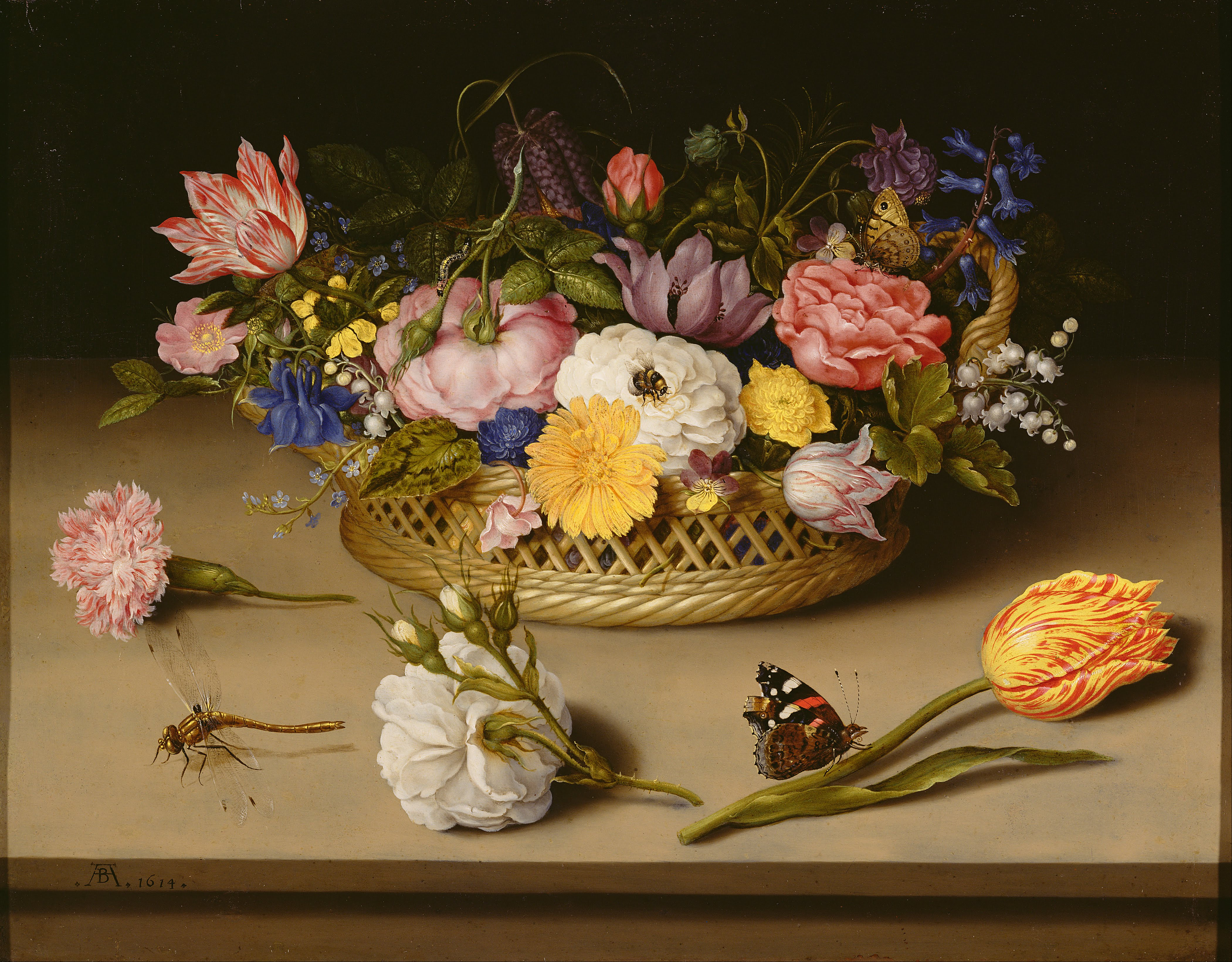
安布罗修斯·博斯查特（1573-1620）《静物》

在欧洲的博物馆中可以找到许多描绘带有迷人彩色条纹的郁金香的画作。大多数，例如约翰内斯·博斯哈特的静物研究，都是在 17 世纪绘制的。这些花特别受欢迎，受到买得起的人的追捧。在17世纪30年代郁金香狂热的顶峰时期，一株郁金香的价格可能相当于一座房子。  当时人们并不知道这些条纹是由一种植物病毒引起的，这种病毒被称为郁金香破坏病毒，是人类不小心从茉莉花中转移到郁金香上的。  由于病毒的削弱，这些植物变成了一种糟糕的投资。只有少数球茎开出的花朵具有其母株的迷人特征。 
在 1845 年至 1852 年的爱尔兰大饥荒之前，导致马铃薯发病的最常见原因不是导致枯萎病的霉菌，而是一种病毒。这种称为“卷曲”的疾病是由马铃薯卷叶病毒引起的，1770年代在英国广泛流行，它摧毁了那里75%的马铃薯作物。当时，爱尔兰的马铃薯作物相对没有受到影响。 

## 接种疫苗的发现

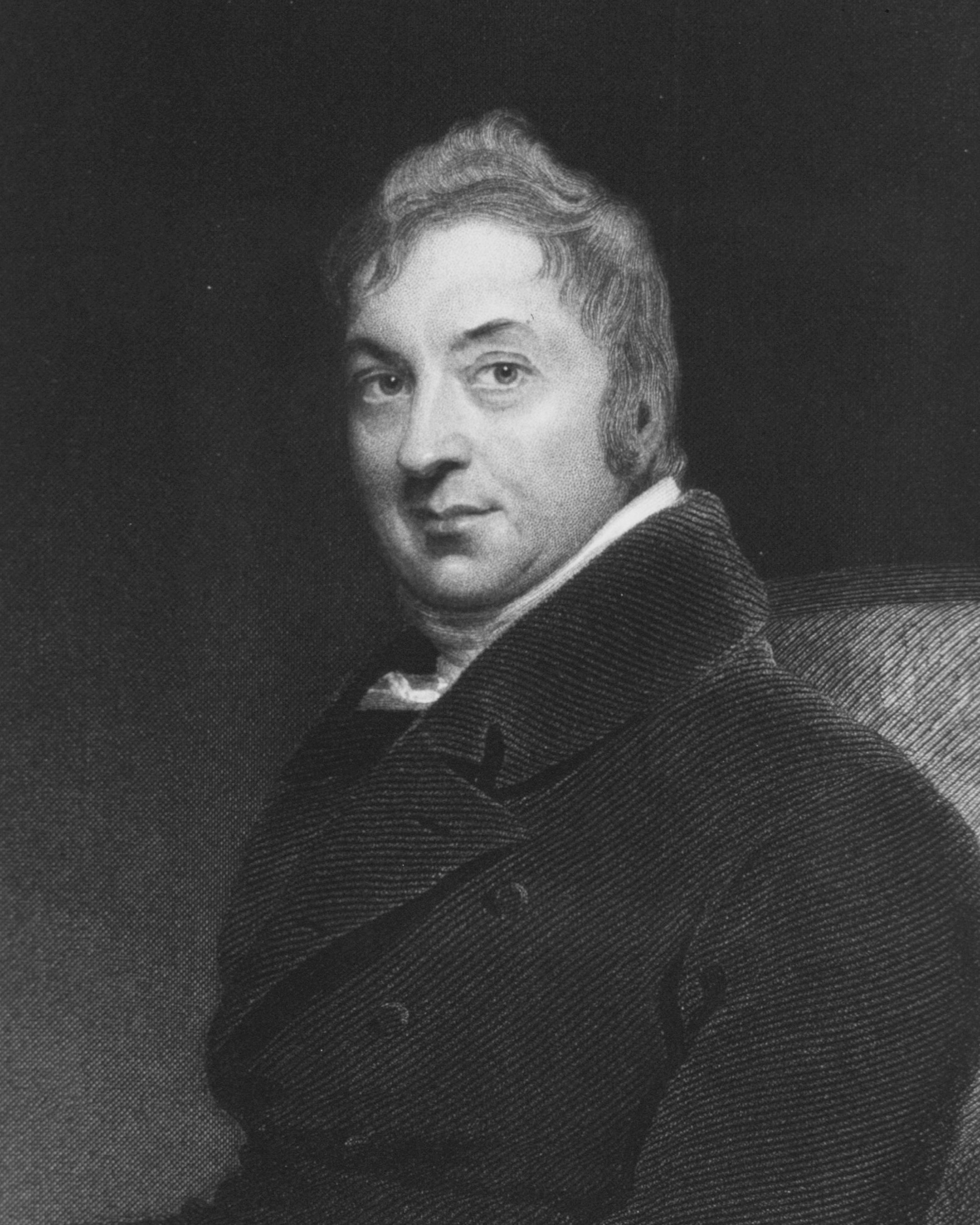
爱德华·詹纳

### 天花
玛丽·沃特利·蒙塔古夫人（1689-1762 年）是一位贵族、作家和一位国会议员的妻子。1716年，她的丈夫爱德华·沃特利·蒙塔古被任命为英国驻伊斯坦布尔大使。她跟随他到了那里，并在抵达两周后发现了当地通过接种人痘来预防天花的做法——将天花患者的脓液注射到皮肤中。 她的弟弟死于天花，她也得过这种病。她决心让她五岁的儿子爱德华免于遭受同样的痛苦，于是她命令大使馆的外科医生查尔斯·梅特兰为他接种疫苗。回到伦敦后，她要求梅特兰当着国王医生的面给她四岁的女儿接种疫苗。  后来，蒙塔古说服威尔士亲王和王妃赞助该程序的公开演示。六名被判处死刑并在纽盖特监狱等待处决的囚犯获得了完全赦免，作为公开实验的对象。他们接受了这一建议，并在1721年被接种了人痘，所有囚犯都从手术中康复。 为了测试其保护作用，其中一名19岁的妇女被命令与一名10岁的天花患者同床共枕6周。她没有感染这种疾病。 
这个实验在11个孤儿身上重复进行，他们都经受住了考验，到1722年，甚至连乔治一世国王的孙辈都接种了疫苗。 这种做法并不完全安全，有五十分之一的死亡几率。 这个过程很昂贵；一些医生收取5到10英镑的费用，有些医生以50到100英镑的费用向其他医生出售这种方法，或者收取一半的利润。人痘接种成为一种有利可图的特许经营方式，但直到18世纪70年代末，它仍然超出了许多人的能力范围。当时人们对病毒或免疫系统一无所知，没有人知道该程序如何提供保护。 

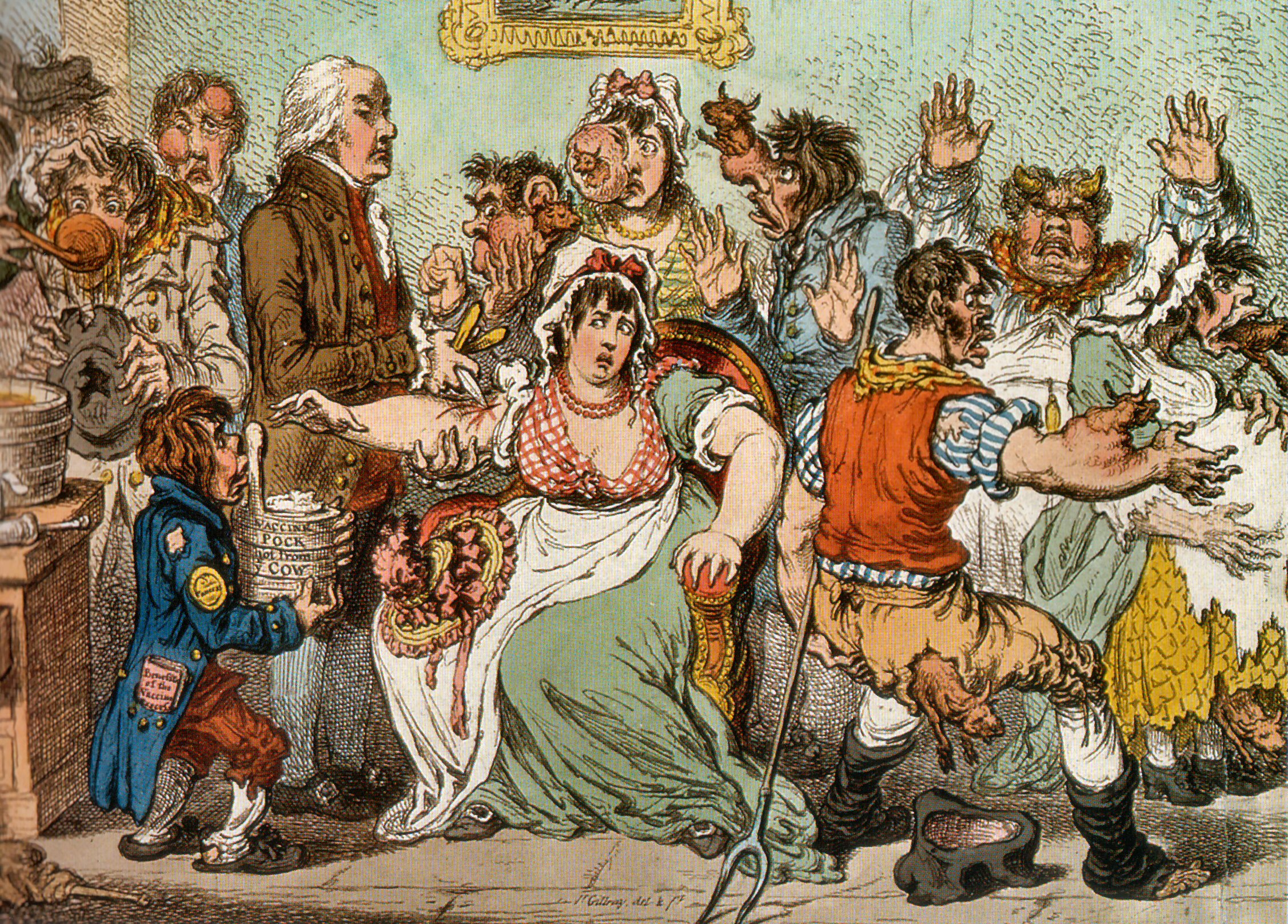
1802年的一幅漫画，描绘了詹纳接种疫苗的情景——接受者身体上出现了牛的外貌。

爱德华·詹纳（1749-1823年）是英国的一名乡村医生，他在小时候曾患过人痘。他遭受了巨大的磨难，但却完全没有受到天花的影响。詹纳知道当地有一种说法，即感染了一种叫做牛痘的相对温和的传染病的乳品工人对天花有免疫力。他决定检验这一理论（尽管他可能不是第一个这样做的人）。  1796年5月14日，他选择了“一个健康的男孩，大约8岁，用于接种牛痘”。 这个男孩，詹姆斯·菲普斯（James Phipps，1788-1853 年）在牛痘病毒的实验性接种中幸存下来，只出现了轻微的发烧。 1796 年 7 月 1 日，詹纳取了一些“天花物质”（可能是受感染的脓液）反复给菲普斯的手臂接种。菲普斯活了下来，随后被接种了20多次天花，但没有感染于这种疾病。疫苗接种——这个词来自拉丁文vacca，意思是“牛”——被发明了。 詹纳的方法很快被证明比接种人痘更安全，到1801年，已有10万多人接种了疫苗 
尽管遭到那些仍在进行接种人痘疫苗的医生的反对，并预见到他们的收入会减少，但英国还是在1840年对穷人实行了免费的疫苗接种。由于相关死亡，接种人痘疫苗在同年被宣布为非法。 1853年的《疫苗接种法》规定，在英格兰和威尔士强制接种疫苗，如果他们的孩子在三个月大之前没有接种疫苗，家长将被罚款1英镑。这项法律没有得到充分执行，提供疫苗接种的系统自 1840 年以来一直没有改变，效率低下。 强制疫苗接种并不受欢迎，在抗议之后，1866年成立了反疫苗接种联盟和反强制疫苗接种联盟。  在反疫苗接种运动之后，1895年格洛斯特爆发了严重的天花，这是该市20年来的第一次；434人死亡，包括281名儿童。 尽管如此，英国政府还是向抗议者做出了让步，1898年的《疫苗接种法》取消了罚款，并为不相信疫苗接种的父母制定了“良心反对者”条款——这是第一次使用这个词。在接下来的一年里，有25万名反对者被批准，到1912年，只有不到一半的新生儿接种疫苗。 到 1948 年，英国不再强制接种天花疫苗。 

### 狂犬病

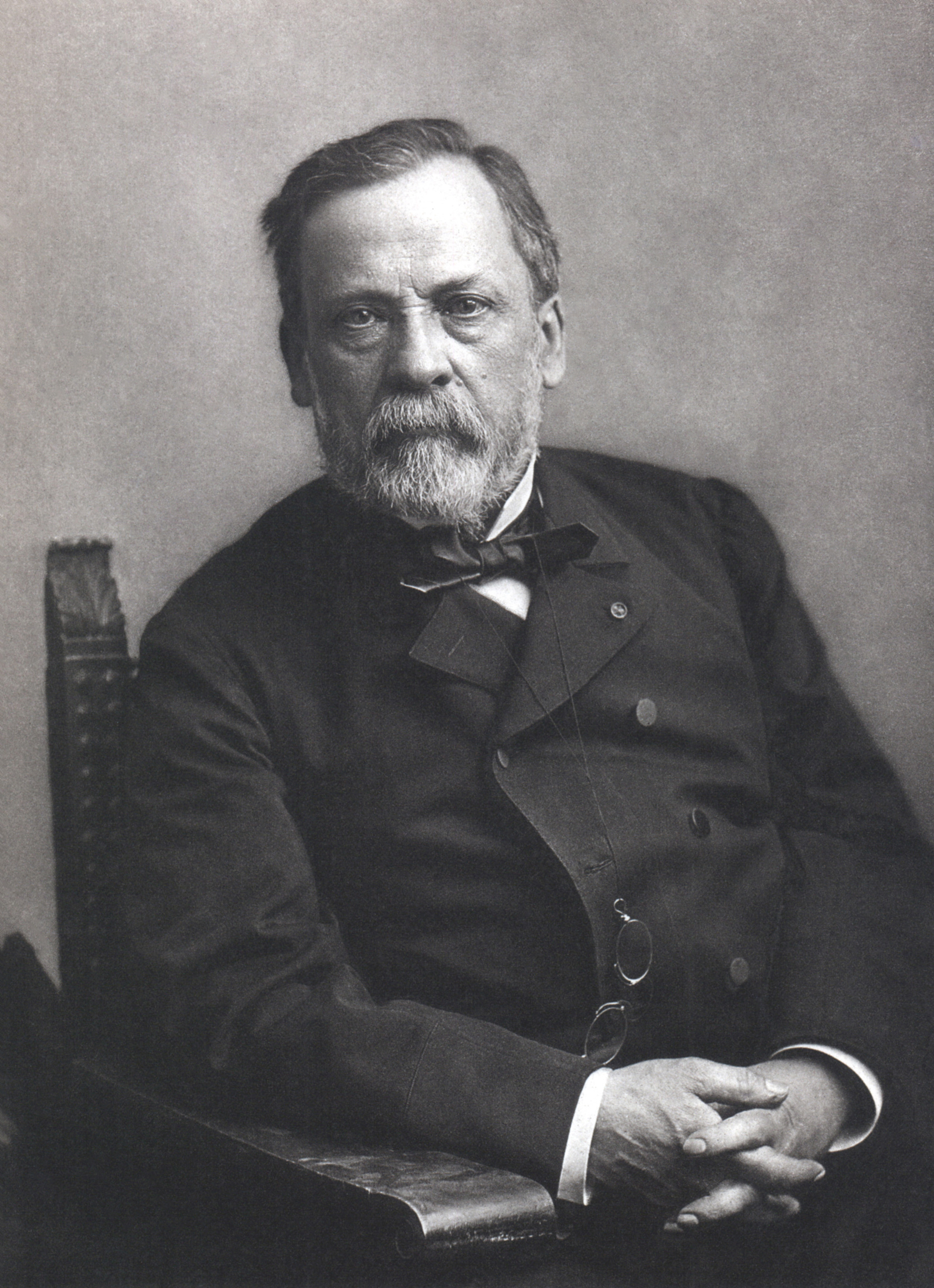
路易斯·巴斯德

狂犬病是由哺乳动物感染狂犬病病毒引起的一种致命的疾病。在21世纪，它是主要影响是导致狐狸和蝙蝠等野生哺乳动物感染疾病，但它是已知的最古老的病毒性疾病之一：狂犬病是一个可以追溯到公元前3000年的梵语单词（rabhas）， 意思是“疯狂”或“愤怒”， 而这种疾病已经有4000多年的历史。 关于狂犬病的描述可以在美索不达米亚的文本中找到， 而古希腊人称其为 “lyssa”或“lytta”，意思是“疯狂”。 在公元前2300年的《埃什努纳法法》中可以找到关于狂犬病的记载。 亚里士多德（公元前384-322年）写了关于这种疾病以及它如何传给人类的最早的无可争议的描述之一。 公元一世纪的塞尔苏斯首次记录了被称为恐水症的症状，并认为受感染的动物和人类的唾液中含有一种粘液或毒药——为了描述这一点，他发明了“病毒”一词。 狂犬病不会引起流行病，但由于其可怕的症状，包括精神错乱、恐水症和死亡，人们对这种感染非常恐惧。 
在路易斯·巴斯德（1822-1895）时期的法国时代，法国每年只有几百例狂犬病感染病例，但人们迫切希望找到治愈方法。意识到可能存在的危险，巴斯德开始在疯狗身上寻找“微生物”。 巴斯德表明，当把死于狂犬病的狗的干脊髓压碎并注射到健康狗身上时，它们不会被感染。他他用干燥时间越来越短的组织在同一只狗身上重复了几次实验，直到注射了感染狂犬病的新鲜脊柱组织后，这只狗仍然存活。巴斯德对这只狗进行了狂犬病免疫，正如他后来对另外50只狗所做的那样。 

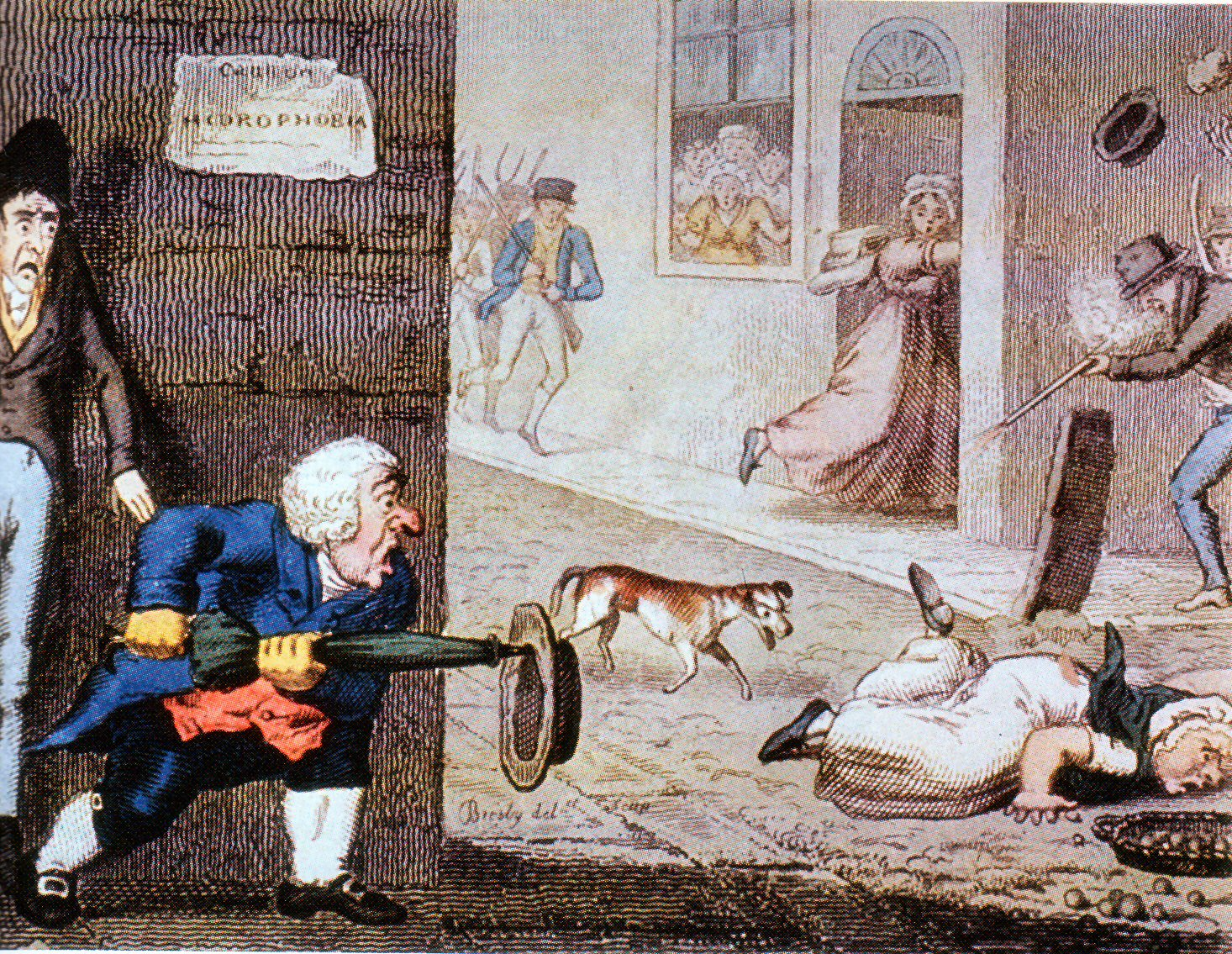
一幅 1826 年的卡通画，描绘了一只在伦敦街头的疯狗

尽管巴斯德对他的方法如何运作知之甚少，但他还是在一个名叫约瑟夫·迈斯特（1876-1940）的男孩身上做了试验，这个男孩于1885年7月6日被他母亲带到巴斯德那里。他被一只疯狗咬了一口，浑身是伤。迈斯特的母亲恳求巴斯德帮助她的儿子。巴斯德是一名科学家，而不是一名医生，他很清楚如果事情出了差错会给他带来什么后果。尽管如此，他还是决定帮助这个男孩，并在接下来的10天里给他注射了毒性越来越强的狂犬病兔脊髓组织。 后来巴斯德写道：“由于这个孩子的死亡似乎不可避免，我决定在约瑟夫·迈斯特身上试一试这个在狗身上一直有效的程序......” 迈斯特康复了，并于7月27日和他母亲回家。同年10月，巴斯德成功地治疗了第二个男孩；让·巴蒂斯特·朱皮耶（1869-1923）是一个15岁的牧羊男孩，他在试图保护其他孩子不被疯狗咬伤时被严重咬伤。 巴斯德的治疗方法一直沿用了50多年。 巴斯德的治疗方法沿用了 50 多年。 
直到1903年，阿德尔奇·内格里（1876-1912）首次在狂犬病动物的大脑中看到微小的病变——现在称为内格里体，人们对狂犬病的病因知之甚少。 他错误地认为它们是原生动物寄生虫。保罗·雷姆林格（1871-1964）很快通过过滤实验表明，它们比原生动物小得多，甚至比细菌还要小。30年后，内格里体被证明是100-150纳米长的颗粒堆积物，现在已知是弹状病毒颗粒的大小，这就是导致狂犬病的病毒。 

## 20世纪和21世纪
在20世纪之交，人们通过过滤器实验证实了病毒的存在，这些过滤器的孔隙太小，细菌无法通过；因此得名“滤过性病毒”。 直到20世纪30年代，大多数科学家认为病毒是小型细菌，但在1931年发明电子显微镜之后，证明了两者是完全不同的，因此并非所有科学家都相信它们不是有毒蛋白质的堆积物。 当人们发现病毒含有DNA或RNA形式的遗传物质时，情况发生了根本性的变化。一旦将它们确认为独特的生物实体，很快就会发现它们是许多植物、动物甚至细菌感染的原因。 
20世纪发现了许多由病毒引起的人类疾病，其中有一种疾病已经被根除，那就是天花。事实证明，由艾滋病毒和流感病毒等引起的疾病更难控制。其他疾病，如由虫媒病毒引起的疾病，为人类带来了新的挑战。
人类在历史上改变了行为，病毒也是如此。在古代，人类人口太少，不可能发生大流行病，就某些病毒而言，人口太少也不可能生存。在20世纪和21世纪，不断增加的人口密度、农业和耕作方法的革命性变化以及高速旅行都促成了新病毒的传播和旧病毒的重新出现。  像天花一样，人类可以征服一些病毒性疾病，但新的疾病，如严重急性呼吸系统综合症（SARS）仍在继续出现。 尽管疫苗仍然是对付病毒的最有力的武器，但近几十年来，人们已经开发出抗病毒药物，专门针对病毒在宿主体内复制的情况。  2009年的大流感表明，尽管努力遏制病毒，但新的病毒菌株继续在世界各地迅速蔓延。
人类在病毒的发现和控制方面持续取得进展。人类偏肺病毒，可能引发呼吸道感染，比如于2001年发现的肺炎。 在2002年到2006年期间，针对导致宫颈癌的乳头瘤病毒研发了一种疫苗。  1222005年发现了人类T淋巴瘤病毒3和4。 2008年世卫组织重新启动了全球根除脊髓灰质炎计划，计划在2015年前根除脊髓灰质炎。 2010年发现最大的病毒智利巨型病毒感染了阿米巴虫。巨型病毒重新引起了人们对研究病毒在进化中所扮演的角色以及它们在生命树中的地位的兴趣。 

### 消灭天花

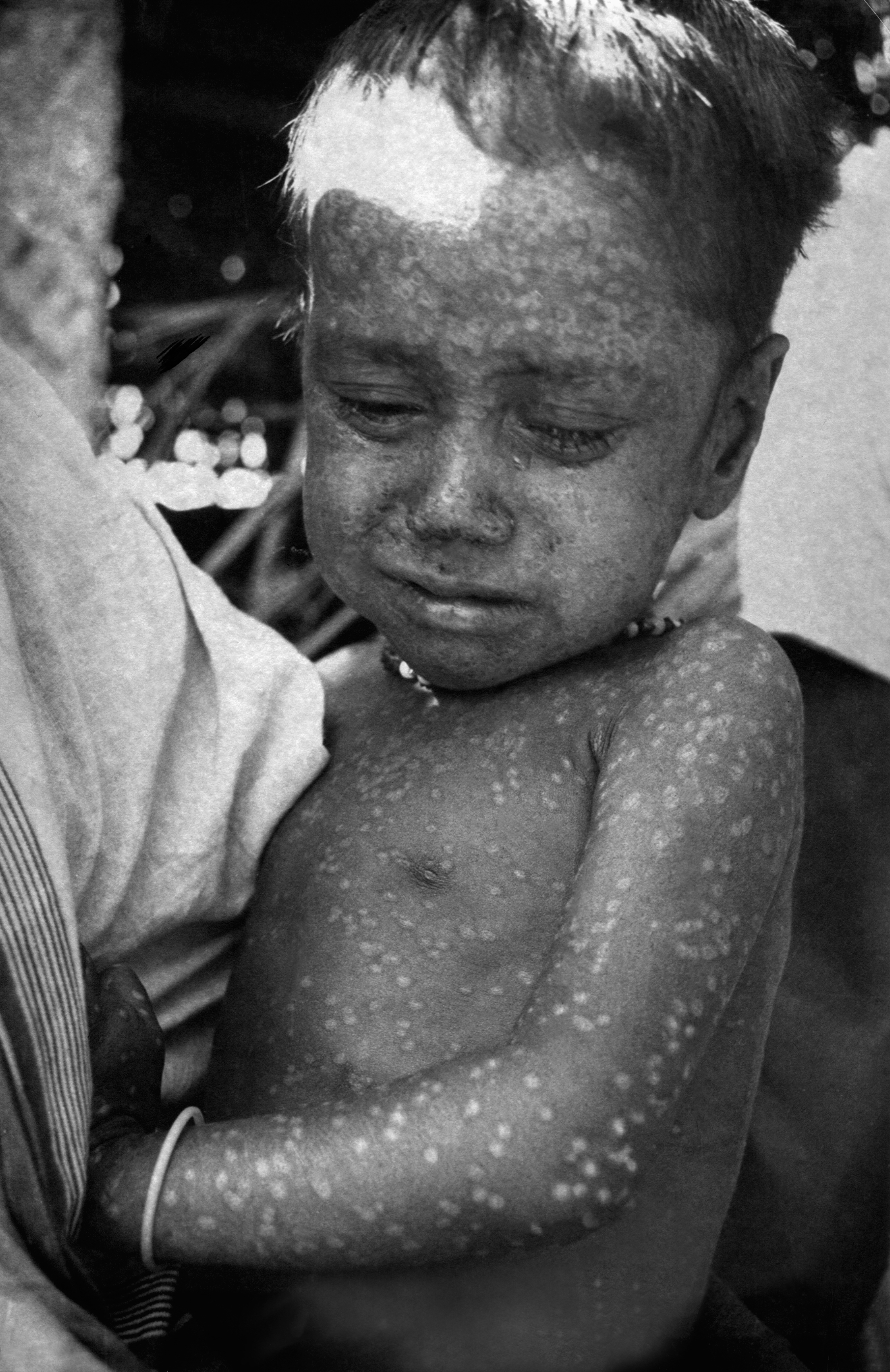
拉希马 巴努是一位来自孟加拉的女生，她于1975年成为已知最后一位感染天花的病人。现已痊愈。

天花病毒是20世纪的主要死因，大约有3亿人因此死亡。它可能比其他任何病毒杀死的人都要多。它杀死的人类可能比任何其他病毒都多。  1966年世界卫生大会（世卫组织的决策机构）达成了一项协议，开始实施加强版天花根除计划，尝试在十年内根除这一疾病。 当时天花仍在31个国家流行，包括巴西、整个印度次大陆、印度尼西亚和撒哈拉以南非洲。 人们相信这一雄心勃勃的目标可以实现，因为疫苗提供了特殊的保护；病毒类型只有一种；没有自然携带病毒的动物；已知感染的潜伏期，12天内很少有变化；症状明显，易发现感染人群。 
在大规模接种疫苗之后，疾病的检测和遏制是根除天花的核心。一旦发现病例，就会将其隔离，密切接触者也会进行隔离，他们都接种了疫苗。 这一计划很快就看到了成果，到1970年，天花不再在非洲西部流行，到1872年，也不再在巴西流行。 到1973年，天花只在印度次大陆、博茨瓦纳和埃塞俄比亚保持流行。最后，经过13年在全世界范围内协调的病毒监测和疫苗接种运动，世界卫生组织于1979年宣布已根除天花。 尽管将痘苗病毒用作疫苗，但似乎没有人知道痘苗病毒到底来自哪里；它不是爱德华詹纳使用的牛痘菌株，也不是天花的弱化形式。 
根除运动导致了珍妮特 帕克（约1938-1978年）的死亡，以及随后天花专家亨利 贝德森（1930-1978年）的自杀。帕克就职于伯明翰大学，她与贝德森的天花实验室在同一栋楼里工作。她感染了贝德森团队一直在研究的一株天花病毒。贝德森对这次事故感到羞愧自责，于是自杀了。 
在美国2001年911事件之前，世界卫生组织建议销毁保存在美国和俄罗斯实验室中的所有已知的剩余天花病毒库存。 出于对使用天花病毒的生物恐怖主义的担心，以及在开发治疗感染的药物时可能需要这种病毒，这一计划最终被终止。 如果销毁工作继续进行，天花病毒可能是第一个因人类干预而灭绝的病毒。 

### 麻疹
十九世纪初，在南非，麻疹虽然致命，但是却十分罕见，但从1950年代起，逐渐开始流行起来。在第二次布尔战争期间（1899-1902年），麻疹在英国集中营的囚犯中盛行，并造成数千人死亡。集中营中麻疹的死亡率比英军伤亡人员的死亡率高十倍。 
在20世纪60年代美国引入疫苗接种之前，每年有超过50万病例，导致了约400人死亡。在发达国家，主要是3至5岁的儿童易感染，但在发展中国家，一半的儿童在2岁之前就会感染。 在美国和英国，该疾病每年或每两年定期流行，这取决于每年出生的儿童数量。目前的流行菌株是在20世纪上半叶演变而来的,可能是在1908至1943年间。 

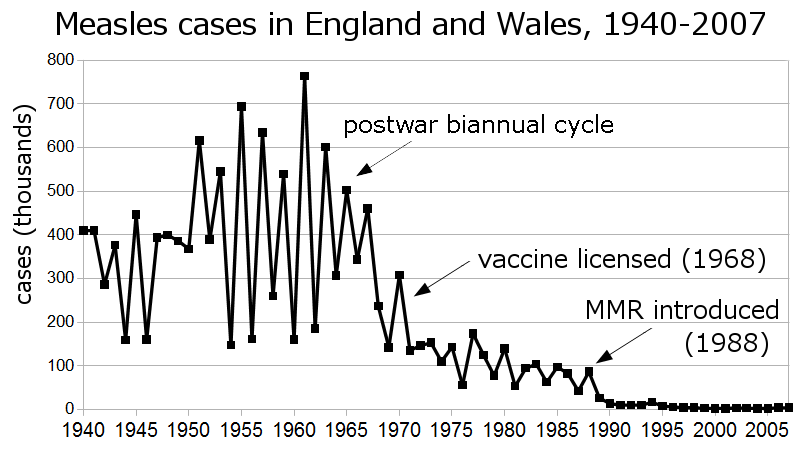
1940年至2007年，英格兰和威尔士报告的麻疹病例显示从每年400,000例下降到不到1000例。

1950年至1968年期间，伦敦每两年就有一次流行病，但在出生率较高的利物浦，每年都有一次流行病的周期。在第二次世界大战前的美国大萧条期间，出生率很低，麻疹的流行是零星的。战后，出生率上升，每两年定期发生流行病。在出生率非常高的发展中国家，每年都有流行病发生。 在人口稠密、出生率高、缺乏有效疫苗接种运动的欠发达国家，麻疹仍是一个主要问题。
到 20 世纪 70 年代中期，在被称为“让麻疹成为记忆”的大规模疫苗接种计划之后，美国的麻疹发病率下降了 90%。 在过去的50年里，其他国家的类似疫苗接种运动使感染水平降低了99%。 易感者仍然是感染源，包括那些从疫苗接种计划无效的国家移民过来的人，或者拒绝接种疫苗或选择不为其子女接种疫苗的人。 人类是麻疹病毒的唯一自然宿主。 感染后对疾病的免疫力是终生的；疫苗接种提供的效果是长期的，但最终会减弱。 
是否使用疫苗曾引起争议。1998年，安德鲁 维克菲尔德和他的同事发表了一篇欺诈性的研究论文，他声称麻疹疫苗与自闭症有关。这项研究被广泛报道，并引发了对疫苗接种安全性的担忧。 维克菲尔德的研究被认定为是欺诈性的，2010年，他被从英国医学登记册上除名，不能再在英国行医。 在这场争论之后，英国的麻疹疫苗接种率从1995年的92%下降到2003年的不足80%。 麻疹病例从1998年的56例上升到2008年的1370例，整个欧洲也出现了类似的增长。 2013年4月，英国威尔士爆发了一场麻疹疫情，主要感染的是未接种疫苗的青少年。尽管存在这种争议，但芬兰、瑞典和古巴已经消除了麻疹。日本在1992年取消了强制性疫苗接种，在1995-1997年，该国报告了20多万个病例。 在日本，麻疹仍然是公共健康问题，目前是地方性疾病；2007年12月制定了国家根除麻疹计划，目的是在日本消除这一疾病。自20世纪60年代引入疫苗以来，医学文献中关于全球消除麻疹的可能性一直存在争议。如果目前根除脊髓灰质炎的运动获得成功，很可能会重新进行讨论。

### 脊髓灰质炎

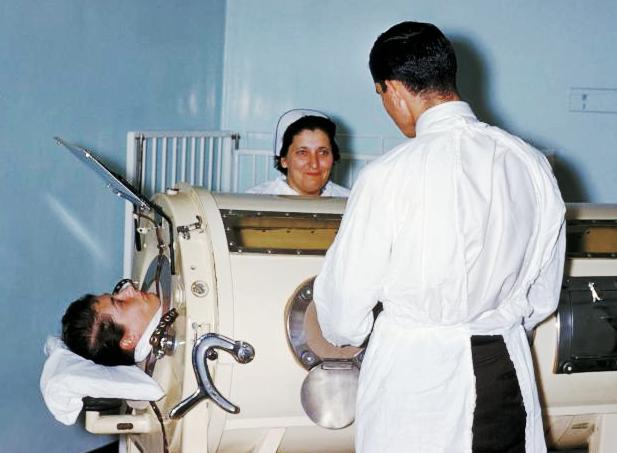
1960年罗得岛州脊髓灰质炎流行期间，医院工作人员正在检查一名戴着罐式呼吸器“铁肺”的病人。

在20世纪中期的夏天，美国和欧洲的父母害怕每年出现的脊髓灰质炎，它通常被称为“小儿麻痹”。这种疾病在本世纪初很罕见，全世界每年只有几千个病例，但到了20世纪50年代，仅美国每年就有6万个病例，英格兰和威尔士平均有2300个病例。 
1916年和1917年期间，美国发生了一次重大的流行病； 27,000个病例记录在册，其中包括6,000个死亡，其中纽约市有9,000个病例。当时没有人知道该病毒是如何传播的。 该市的许多居民，包括科学家，认为贫穷的贫民窟移民是罪魁祸首，尽管该疾病的流行率在史泰登岛等较繁荣的地区较高,这种模式也曾在费城等城市出现过。 许多其他工业化国家也同时受到影响。特别是在美国爆发之前，瑞典曾发生过大规模的流行病。
20世纪脊髓灰质炎在工业化国家兴起的原因一直没有得到充分的解释。这种疾病是由病毒引起的，在人与人之间通过粪口传播途径传播， 并且只感染人类。 在卫生条件改善和日益富裕的时代，这种疾病却成为问题，这是一个悖论。尽管在20世纪初就发现了该病毒，但直到20世纪50年代，才认识到它的普遍性。现在已经知道，被感染的人中只有不到2%会发展成这种疾病，而且大多数感染是温和的。 在流行病期间，病毒实际上无处不在，这就解释了为什么公共卫生官员无法隔离病毒源。 
在1950年代中期开发出疫苗后，许多国家开展了大规模的疫苗接种运动。 在美国，在出生缺陷基金会的推动下，每年小儿麻痹症的病例数量急剧下降；最后一次爆发是在1979年。 1988年，世界卫生组织与其他组织一起发起了全球消除脊髓灰质炎倡议，到1994年，美洲彻底消除该疾病，随后太平洋地区在2000年消除完毕，欧洲在2003年结束了该疾病。在2012年底，世界卫生组织只报告了223例。主要是脊髓灰质炎病毒1型感染，122例发生在尼日利亚，1例在乍得，58例在巴基斯坦，37例在阿富汗。疫苗接种团队经常面临危险；2013年初，7名疫苗接种者在巴基斯坦遇害，9名在尼日利亚遇害。 在巴基斯坦，该运动因2013年2月26日一名提供安全保障的警察遇害而进一步受阻。

### 艾滋病

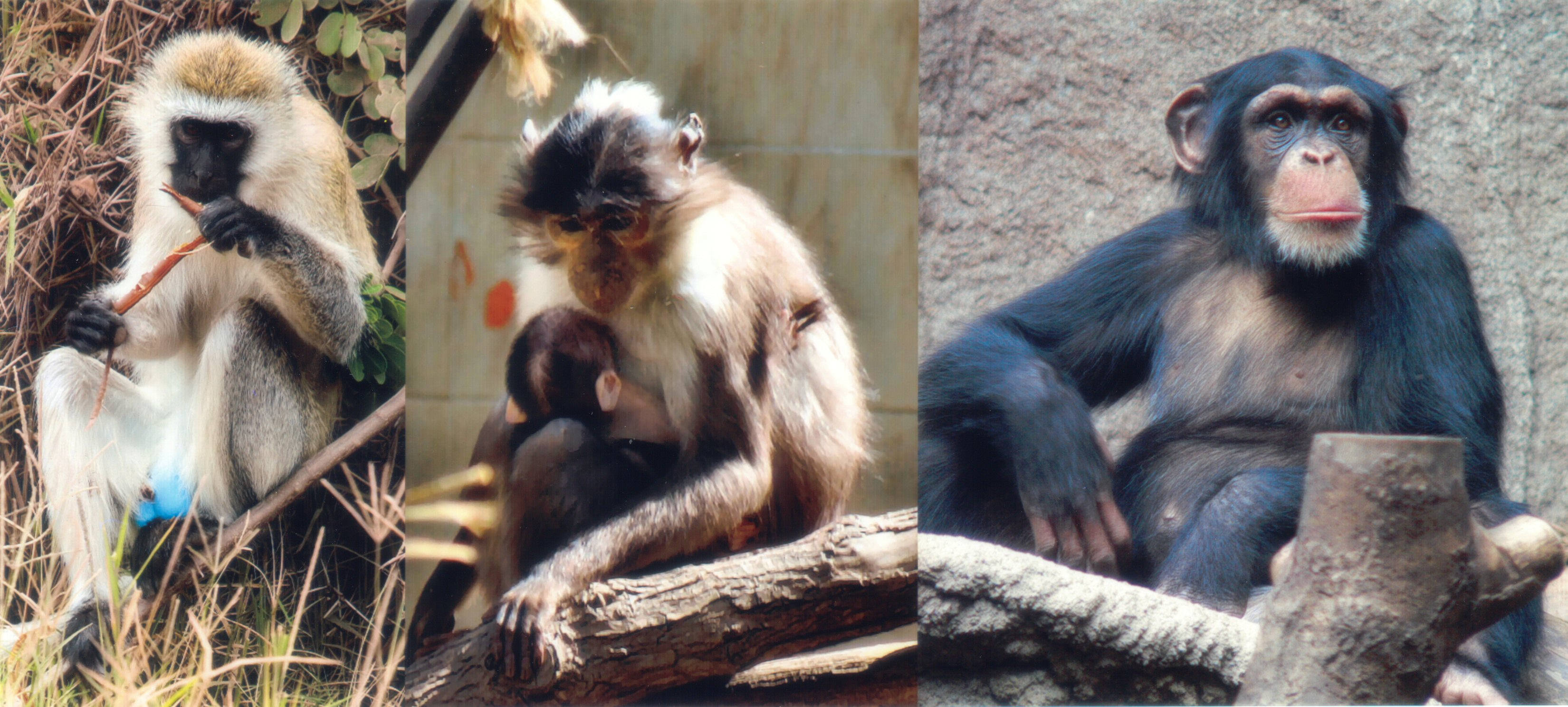
图从左至右：非洲绿猴，猴免疫缺陷病毒的来源；白颈白眉猴，HIV-2 的来源；和黑猩猩，HIV-1的来源

人类免疫缺陷病毒 (HIV，艾滋病毒) 是病毒的一种，感染后未得到治疗时，会导致艾滋病（即获得性免疫缺陷综合征,）。 大多数病毒学家认为，艾滋病毒源于 20 世纪刚果民主共和国的金沙萨，  当时感染该病毒人数超过7000万。截至2011年，艾滋病成为史上最具破坏性的流行病之一，大约有3500万人死于艾滋病  HIV-1是20世纪末出现的最主要的病毒之一。  1981年，一篇科学文章报道了五名年轻男同性恋者的死亡，但当时并没有人知道他们死于艾滋病。由于这种病毒几十年来一直潜在，其全貌至今不得而知。 
20世纪初，艾滋病毒在非洲跨越了黑猩猩和人类之间的物种屏障。 在随后的几年里，非洲发生了巨大的社会变革和动荡。随着大量人口从乡下迁移到城市，前所未有的人口迁徙也同时将病毒从偏远地区带到了人口稠密的大都市。 艾滋病的潜伏期约为10年，因此上面提到的艾滋病毒始于1980年代初是有迹可循的。 当时，出现了很多替罪羊和污名化的现象。 非洲人民并不接受所谓的艾滋病毒“源于非洲”的理论，他们认为这一指责是错误的。因此世界卫生大会在1987年通过了一项决议，其中指出艾滋病毒是“一种自然产生的病毒，其地理来源未定”。 
艾滋病毒的流行给世界各地带来了前所未有的挑战，也为全世界带来了一系列的社会变革。 人们愈发公开讨论“性”话题。关于性行为和药物使用的建议也得到了许多政府及其医护人员的支持，这些曾一度被视为禁忌话题。 关于提供抗逆转录病毒药物的伦理和成本问题的争论，凸显了医疗卫生方面的不平等，并激起了立法改革，这一影响在一些较为贫穷的国家尤为显著。 在发展中国家，艾滋病的影响非常广泛，医疗、国防和民事服务等核心部门都受到了严重的影响。 人类的预期寿命大幅度下降。比如，1991年，津巴布韦人民的预期寿命是79岁，但到2001年已降至39岁。 

### 流行性感冒

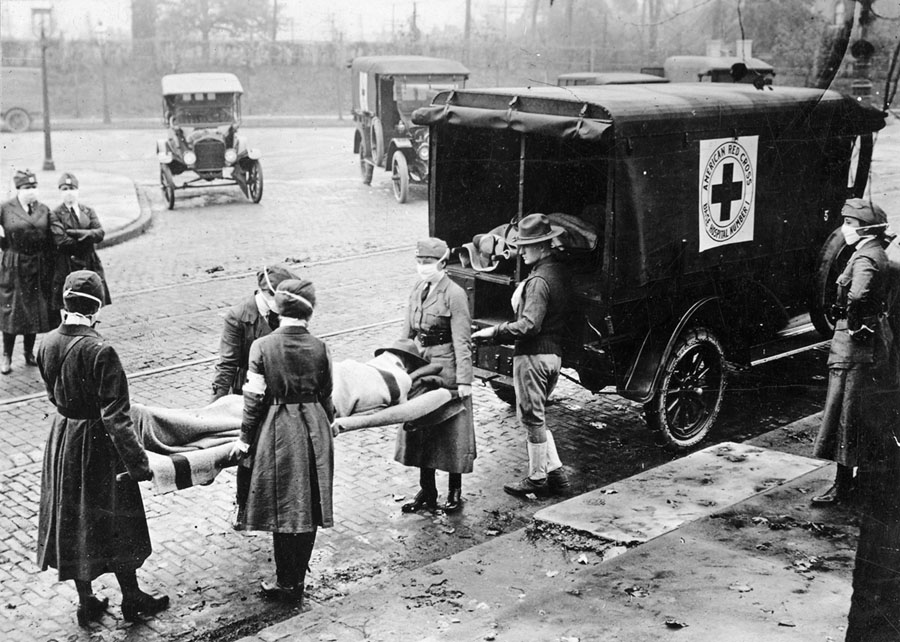
1918 年，美国红十字会的成员将一名西班牙流感患者从家中移走

在流感病毒发生基因转变后，许多人对新毒株没有免疫力。此时，当易感个体的数量高到足以维持感染链时，就会发生大流行病。基因变异通常发生在不同的毒株同时感染动物的情况下，特别是鸟类和猪类。尽管脊椎动物易感的许多病毒受限于一个物种，但流感病毒是个例外。  19世纪的最后一次大流行发生在1899年，导致欧洲25万人死亡。这种病毒起源于俄罗斯或亚洲，是第一个通过火车和轮船上的人迅速传播的病毒。 
1918年出现了一种新的病毒株，随后的西班牙流感是历史上最严重的自然灾害之一。 这次疫情死亡惨重，全世界约有5000万人因此丧命。 其中，美国死亡人数达55万人，是该国第一次世界大战期间死亡人数的十倍， 英国有22万8千人死亡。 印度超2000万人死亡，西萨摩亚有22%的人口丧生。 虽然每年冬天都有流感病例发生，但在20世纪只有两次大流行。 
1957年，另一种新毒株的出现引起了亚洲流感大流行。尽管这种病毒的毒性低于1918年的毒株，但全世界仍有超过100万人死亡。下一次大流行是1968年香港流感，这种新毒株取代了1957年的毒株。  这次的疫情以老年群体感染为主，并没有以往那么严重，但在美国仍有33800人死亡。 流感病毒的新毒株通常源自东亚；而中国农村，鸭、猪和人的密集程度是世界上最高的。 
最近一次的大流行发生在2009年，但近三次都没有1918年那样高的破坏性。究竟为什么1918年出现的流感病毒株破坏力如此强大，这一问题还有待考究。 

### 黄热病、登革热和其他虫媒病毒

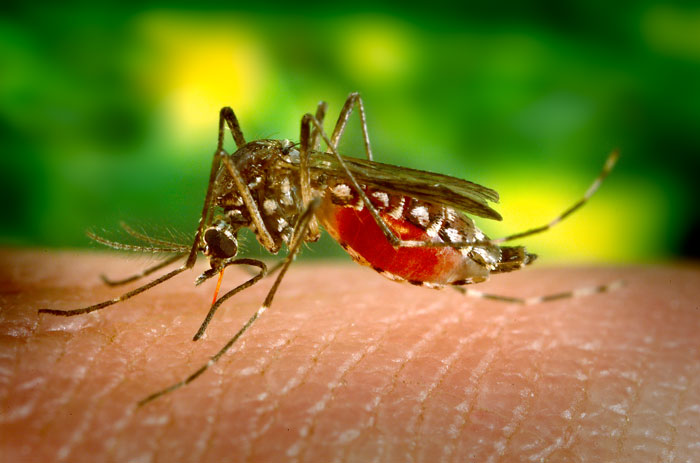
以人血为食的埃及伊蚊

虫媒病毒是通过吸血昆虫传播给人类和其他脊椎动物的病毒。这类病毒有很多种，“虫媒病毒”是“节肢动物传播的病毒”的一种，由于许多种病毒都是以这种方式传播的，因此该词现已不再用于正式分类 虫媒病毒有500多种，但在20世纪30年代，人们只知道有三种病毒会传染人类并致病：即黄热病病毒、登革热病毒和白蚁热病毒。 如今已知有100多种此类病毒会使人类患病，如脑炎。 
黄热病是由黄病毒引起的最棘手的疾病。美国上一次大流行发生在 1905 年。 在巴拿马运河的建设过程中，成千上万的工人死于黄热病。 黄热病起源于非洲，货船从非洲来到美洲，也同时给美洲带来了携带病毒的埃及伊蚊。据记载，1926年，西非的加纳爆发了非洲第一次流行病。 20世纪30年代，这种疾病在巴西再次出现。美国流行病学家弗雷德·索普（Fred Soper，1893-1977）发现了非人类宿主感染的丛林传播环节的重要性，而人类感染是打破这一循环的“死胡同”。 尽管黄热病疫苗是有史以来研制的最成功的疫苗之一， 流行病仍在继续。1986-1991年，西非有超20000人被感染，其中4000人死亡。 
20世纪30年代，美国相继出现了圣路易斯脑炎、东部马脑炎和西部马脑炎。60年代，人们发现了导致拉克罗斯脑炎的病毒， 之后，西尼罗河病毒于1999年席卷了纽约。 截至2010年，登革热病毒仍是最有威胁的虫媒病毒，它的毒性越来越强，已逐渐蔓延至亚洲和美洲。 

### 肝炎病毒
肝炎是一种自古以来就公认的肝脏疾病。 其症状包括黄疸，即皮肤、眼睛和体液发黄。 导致肝炎的原因有很多，包括病毒，尤其是甲型肝炎病毒、乙型肝炎病毒和丙型肝炎病毒。 纵观历史，黄疸流行病主要发生在战争时期的士兵身上，在中世纪常被叫做 “战役黄疸”。之后在19-20世纪的大部分重大冲突中都可见其踪影，比如拿破仑的军队。据报道，在美国内战期间爆发了超40000例病例，造成了约150人死亡。 直到20世纪中叶，人们才发现了流行性黄疸的诱发病毒。 1946年，有研究发表称，流行性黄疸（甲型肝炎）和血源性感染性黄疸（乙型肝炎）是截然不同的，  1947年，首次开始使用这两种病毒名。 20世纪60年代，人们发现了第一种可能引起肝炎的病毒—— “乙型肝炎病毒”，这是以其引起的疾病命名的。之后在1974年发现了甲型肝炎病毒。 乙型肝炎病毒的发现和其检测方式的发明从根本上改变了医疗和整容手术的流程。 20世纪70年代初引入的献血筛查大大减少了病毒的传播。 1975年之前采集的献血血浆和因子VIII总是含有感染性的乙型肝炎病毒。 20世纪60年代末，医疗专业人员经常重复使用皮下注射的针头，再加上纹身师所使用的针头，这两者是常见的传染源头。  20世纪90年代末，欧美国家制定了针头换新方案，以防止静脉注射吸毒者传染肝炎。 这些措施也有助于减少艾滋病毒和丙型肝炎病毒的传播。 

### 非人类动物病毒
动物流行病是指除人类之外的动物中爆发的疾病或流行病。 在20世纪期间，动物，特别是家畜的病毒性疾病在世界范围内发生了大流行病。由病毒引起动物疾病有许多，包括口蹄疫、牛瘟、禽流感和猪流感、猪瘟和羊蓝舌病等。从2001年英国爆发的口蹄疫看来，牲畜的病毒性疾病对农民以致整个社会都是毁灭性的灾难。 
1891年，牛瘟（一种牛的疾病）首先出现在东非，并迅速蔓延到整个非洲。 一年后，东非95%的牛全部死亡。由于农民和游牧民族的生计完全依赖他们的牛，饥荒的泛滥给他们的生活带来了毁灭性的灾难。三分之二的马赛人因此死亡。饥荒之后，天花的流行使情况变得更糟。 20世纪初，牛瘟在亚洲和欧洲部分地区十分常见。 幸运的是，通过包括疫苗接种在内的控制措施，疾病的流行率开始稳步下降。 到1908年，欧洲已经摆脱了这种疾病。第二次世界大战后疫情的确也爆发过，但很快得到了控制。然而这种疾病在亚洲的流行率却有所上升，1957年，由于太多的水牛因此死亡，农民无法种植水稻，泰国不得不寻求援助。 乌拉尔山脉以西的俄罗斯却没有出现这种疾病，这是因为列宁颁布了几项控制这种疾病的法律。但是俄罗斯东部的牛经常感染牛瘟，这种牛瘟来源于蒙古和中国，这两地瘟发病率仍然很高。 印度成功控制了这种疾病的传播，这种疾病在整个20世纪一直在南部的泰米尔纳德邦和喀拉拉邦苟延残喘， 但最终在1995年前被彻底消灭。 非洲在20世纪20年代和80年代遭受了两次重大的泛兽性疾病。  1928年，索马里爆发了一次严重的疫情，直到1953年仍在肆虐。20世纪80年代， 2600万剂疫苗的使用控制了坦桑尼亚和肯尼亚的疫情，1997年，人们普遍接种了疫苗，从而抑制了疾病的复发。 到20世纪末，大多数国家已彻底消灭了牛瘟。不过，埃塞俄比亚和苏丹仍有少量感染病例，  1994年，粮食农业组织（FAO）启动了全球根除牛瘟方案，其目标是：到2010年在全球范围内根除牛瘟。  2011年5月，粮农组织和世界动物卫生组织宣布，“作为一种自由传播的病毒性疾病，牛瘟已从世界上消灭。” 
口蹄疫是一种高度传染性的传染病，由口蹄疫病毒属的病毒引起，与脊髓灰质炎病毒属于同一家族。该病毒自古以来就感染了非洲的动物，主要是有蹄类动物，这可能是在19世纪由进口牲畜带到美洲的。 口蹄疫很少致命，但牛羊群疫情的爆发所造成的经济损失不可估量。 美国上一次发生口蹄疫是1929年。但在2001年，英国各地发生了几次大规模爆发，数千只动物被杀死或烧死。 
流感病毒的自然宿主是猪和鸟类，不过它可能早已感染了人类。 该病毒可在野生和家养动物中引起轻度甚至重度动物疫病。许多野生鸟类都在迁徙，这使流感在各个大洲蔓延开来。该病毒已经变异成许多毒株，并继续进化，构成了一种无时不在的威胁。 
21世纪初，由病毒引起的牲畜流行病后患无穷。蓝舌病是一种由环状病毒引起的疾病，于2007年在法国的羊群中爆发。 在此之前，该疾病主要局限于美洲、非洲、南亚和澳大利亚北部，但现在它在地中海周围又大肆泛滥。 

### 植物病毒

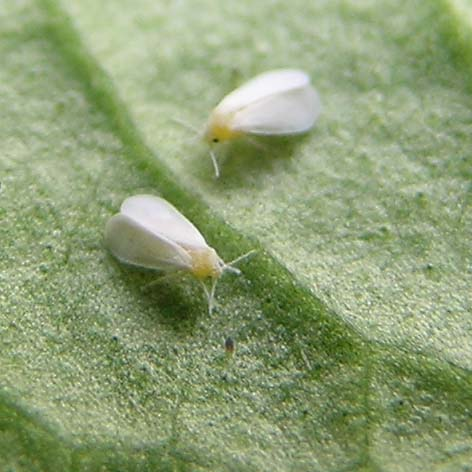
粉虱(Trialeurodes vaporariorum)是木薯花叶病毒的传播媒介。

在 20 世纪，人们发现许多“古老”的植物疾病是由病毒引起的，比如玉蜀黍條斑病和木薯花叶病。与人类一样，当植物茁壮成长时，病毒也同样繁衍。这会造成巨大的经济损失，甚至殃及人类。在 20 世纪 70 年代的约旦，西红柿和葫芦科植物（黄瓜、甜瓜和葫芦）广泛种植，整片田地都感染了病毒。 同样，在科特迪瓦，30种不同的病毒感染了豆类和蔬菜等作物。在肯尼亚，木薯花叶病毒、玉米条纹病毒和花生病毒病导致高达 70% 的作物损失。 木薯是东非种植最丰富的作物，是 2 亿多人的主食。它从南美洲传入非洲，在肥力差的土壤中生长良好。木薯最重要的病害是由木薯花叶病毒引起的，它是一种双生病毒，通过粉虱在植物间传播。这种疾病首次有记录的出现是在1894，在东非肆虐了整个20世纪，频繁导致饥荒。
20世纪 20 年代，由叶蝉传播的甜菜卷顶病毒对美国西部的甜菜种植者造成了巨大的经济损失。 1956 年，古巴和委内瑞拉 25% - 50% 的水稻作物被白叶水稻病毒毁坏。 1958年，这种病毒造成哥伦比亚许多稻田遭受损失。 1981 年病毒再次爆发，造成高达 100% 的损失。20世纪 20 年代，由叶蝉传播的甜菜卷顶病毒对美国西部的甜菜种植者造成了巨大的经济损失。 1956 年，古巴和委内瑞拉 25% - 50% 的水稻作物被白叶水稻病毒毁坏。 1958年，这种病毒造成哥伦比亚许多稻田遭受损失。 1981 年病毒再次爆发，造成高达 100% 的损失。 1948 年，在美国堪萨斯州，7% 的小麦作物被小麦条纹花叶病毒破坏，该病毒通过小麦卷曲螨(Aceria tulipae)传播。在 1950 年代，木瓜环斑病毒，一种马铃薯病毒，导致夏威夷瓦胡岛的单株木瓜作物遭受毁灭性损失。上个世纪，这种木瓜被引入该岛，但该病害在 1940 年代之前从未在该岛上出现过。
当人类将新的作物引入载体和病毒，引起生态变化时，就会发生这种灾难。可可原产于南美洲，19世纪末被引入西非。在1936年，肿胀的根病已经通过当地树木的粉虱传播到种植园。 新的栖息地可能引发植物病毒疾病的爆发。1970年以前，水稻黄色斑驳病毒只在肯尼亚的基苏木地区出现，但是随着东非大片地区的灌溉和大面积的水稻种植，该病毒传播到了整个东非。人类活动将植物病毒引入本地作物。柑橘 tristeza 病毒(CTV)于1926年至1930年间从非洲传入南美洲。与此同时，大桔蚜（Toxoptera citricidus）从亚洲传播到南美洲，加速了病毒的传播。到1950年，巴西圣保罗已有600多万棵柑橘树被病毒杀死。 这种病毒和柑橘树可能在它们原来的国家共同进化了几个世纪。该病毒向其他地区传播，并与柑橘新品种相互影响，导致了毁灭性的植物病害暴发。由于人类传播植物病毒所造成的问题，许多国家对任何可能含有危险植物病毒或其昆虫载体的材料实行严格的进口管制。

## 新兴病毒
即使没有突变，一些迄今尚不为人所知的寄生生物也总有可能离开它们习以为常的生态圈，使人类，已经成为地球显著特征的密集种群，暴露在某种新的、或许是毁灭性的死亡面前。麦克尼尔(1998)第293页
新兴病毒是那些最近才感染宿主物种的病毒。 在人类身上，许多新出现的病毒来自其他动物。由其他物种感染并传染给人类的病毒引起的疾病被称为人畜共患病或人畜共患病感染。

### 非典

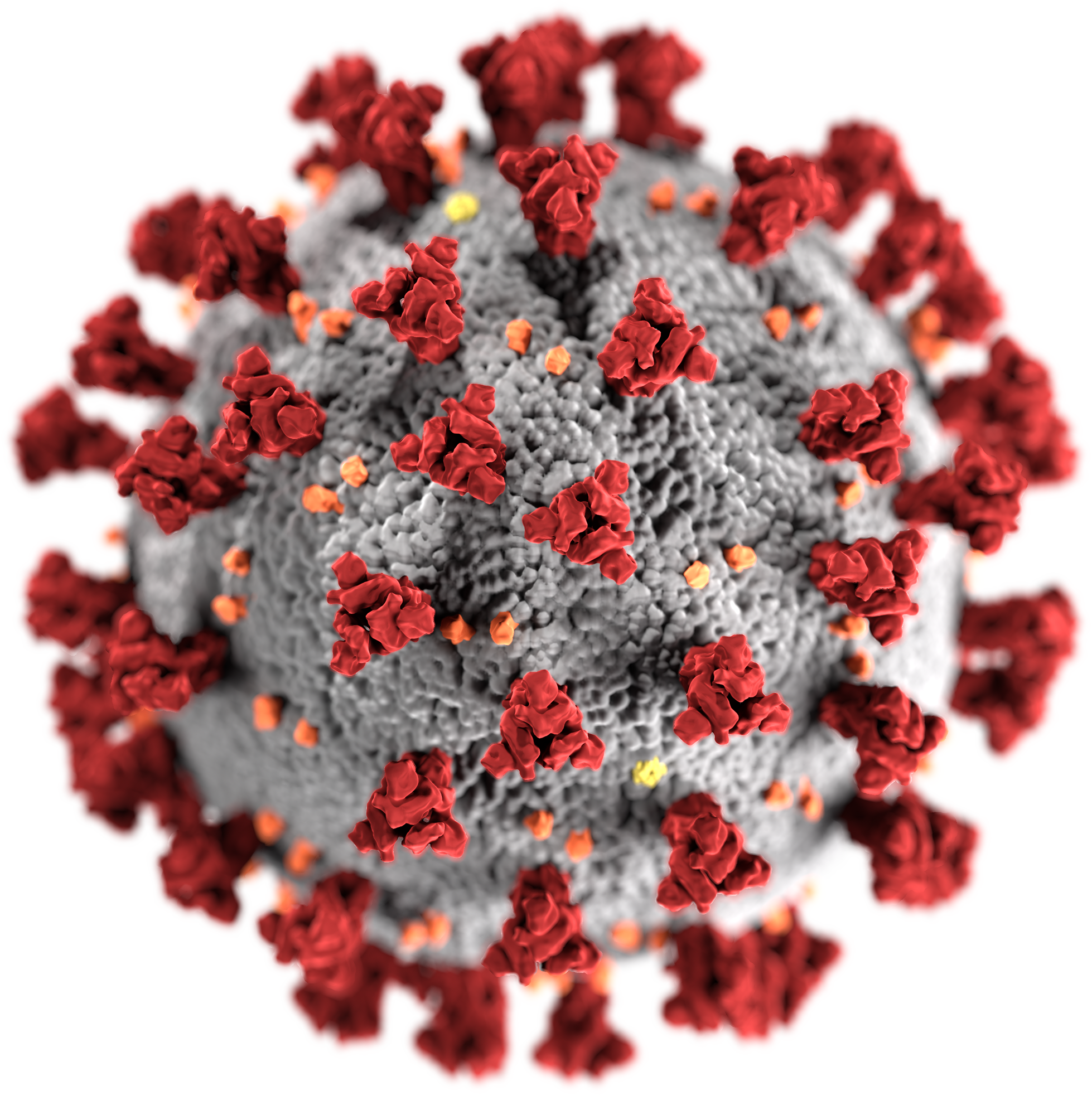
疾病控制与预防中心(CDC) 制作的插图揭示了冠状病毒的超微结构形态；请注意装饰外表面的尖刺，它们使病毒体看起来像一个冠状病毒。

严重急性呼吸系统综合症（SARS）是由一种新型冠状病毒引起的。已知其他冠状病毒会在人类中引起轻度感染，因此这种新型病毒株的毒力和快速传播引起了卫生专业人员的恐慌以及公众的恐惧。但并没有引发大规模疫情，截止到2003年7月，约有8000例感染病例和800人死亡，随后疫情结束。 SARS 病毒的确切来源尚不清楚，但有证据表明它来自蝙蝠。
2019年11月，中国武汉出现了一种类似的冠状病毒，并在世界各地迅速传播。随后，这种病毒被命名为严重急性呼吸系统综合症冠状病毒 2，在全世界传播引起大流行。50 岁以下健康人群的病死率约为 2%，在80岁以上的人群中约为15% ，特别是那些已经存在合并症的人群。  截至2022年11月，这种病毒的病死率低于非典型肺炎，但传染性更强。因受感染者的恐惧、偏见和污名化，遏制疫情的措施受到阻碍。各国在和平时期对国际旅行施加了前所未有的限制，并且在全球几个主要城市实施了宵禁。 许多国家和地区实施检疫、入境禁令或其他限制。 随着病毒在世界范围内传播，这些措施的有效性受到质疑。 各国政府没有为大流行的规模做好准备，全世界的病毒学家和流行病学专家对现有检测和监测系统的效率感到自满。截至2023年3月10日，大流行已造成超过6.76亿病例和6,880,000确认死亡，使其成为历史上最致命的死亡事件之一。 

### 西尼罗病毒
西尼罗河病毒是一种黄病毒，1937年在一名发烧妇女的血液中首次发现。这种由蚊子和鸟类携带的病毒在20世纪50年代在北非和中东引起了感染暴发，到20世纪60年代，欧洲的马也受到了影响。1974年，南非开普省发生了人类最大规模的疫情，有1万人患病。 1996年，在地中海盆地附近病毒开始感染了越来越多的的人类和动物(马) 。到1999年，病毒已经传播到纽约市。从那时起，这种病毒已经在美国各地蔓延。在美国，蚊子在夏末携带的病毒数量最多，因此7 月中旬至 9 月初的病例数增加。当天气变冷时，蚊子就会死亡，疾病的风险也会降低。 在欧洲，已经爆发了很多次疫情。2000 年，英国启动了一项监测计划，监测人类、死鸟、蚊子和马的病毒发病率。能够携带病毒的蚊子(库蚊)在肯特郡北部的沼泽地繁殖。人们以前认为这种蚊子在英国并不存在，但它在携带西尼罗河病毒的南欧广泛存在。

### 立百病毒
1997年，马来西亚农民和他们的猪爆发了呼吸道疾病。有记录的脑炎病例超过265例，其中105例死亡。 在一个人的大脑中发现了新的副粘病毒，它被命名为尼帕病毒，也是他曾经居住过的村庄名字。这种感染是由果蝠的一种病毒引起的，因为它们的栖息地被森林砍伐破坏了。蝙蝠转移到靠近养猪场的树上，猪从它们的粪便中感染了病毒。

### 病毒性出血热

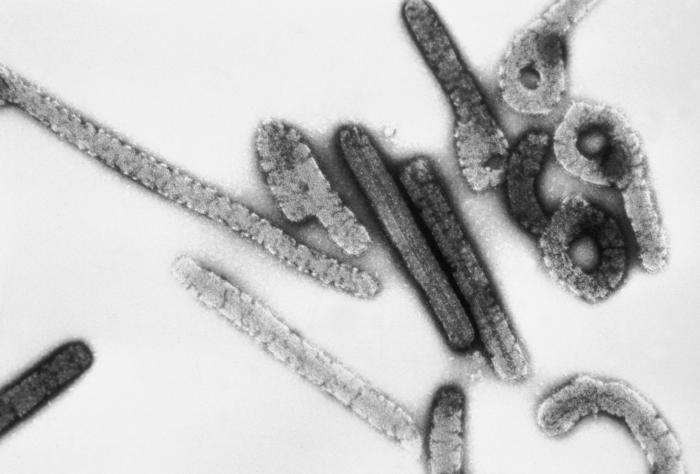
马尔堡病毒

丝状病毒科的病原体是高度致命的。丝状病毒可以导致病毒性出血热，包括埃博拉病毒和马尔堡病毒。2005年4月，在安哥拉爆发疫情后，这种马尔堡病毒引起了媒体的广泛关注。疫情从2004年10月开始，一直到2005年，共有252起病例，包括227例死亡病例。
西非的埃博拉病毒疫情始于 2013 年，是自艾滋病毒出现以来最具破坏性的一次。最初的疫情开始于2013年12月，发生在几内亚南部名为Meliandou的村庄。首批病例包括一个两岁的男孩，他三岁的姐姐，他们的母亲和祖母。在祖母的家人和护工出席了她的葬礼之后，这种疾病传播到了邻近的村庄。到2014年3月，疫情变得更加严重，引起了当地卫生官员的关注，他们向几内亚卫生部报告了疫情。到年中时，这一流行病已蔓延到利比里亚和塞拉利昂。截至2015年6月，世界卫生组织报告了超过2.7万例艾滋病病例，导致了超过1.1万人死亡。
埃博拉病毒的自然来源很可能是蝙蝠。  马尔堡病毒通过猴子传播给人类，拉沙热通过大鼠 ( Mastomys natalensis ) 传播给人类。 人畜共患感染可能很严重，因为人类通常对感染没有天然抵抗力，只有当病毒对新宿主适应良好时，它们的毒力才会降低。一些人畜共患传染病情况会好转，因为在最初爆发后，由于病毒在人与人之间的传播效率不高，随后感染的散布会减少。
21世纪初，全球对发展中国家灾难性流行病的认识有所提高，而在过去几十年中，这种认识相对而言并未引起国际卫生界的注意。

## 有益病毒
彼得 · 梅达瓦爵士(1915-1987)将病毒描述为“包裹在蛋白质外壳中的坏消息”。除了噬菌体之外，病毒被公认为是导致疾病和死亡的罪魁祸首。大量病毒的发现及其在许多生态系统中的压倒性存在，促使现代病毒学家重新考虑它们在生物圈中的作用。
据估计，地球上大约有1031种病毒。它们大部分是噬菌体，存在于海洋中。微生物占海洋生物量的 90% 以上， 据估计，病毒每天杀死大约 20% 的生物量，海洋中的病毒数量是细菌和古细菌的15倍。病毒是快速破坏有害藻类大量繁殖的主要因素，藻类大量繁殖往往会杀死其他海洋生物，并有助于维持不同种类海洋蓝绿藻的生态平衡，从而为地球上的生命提供充足的氧气。
对多种抗生素具有耐药性的细菌菌株的出现，已成为治疗细菌感染的一个难题。 在过去的 30 年里，只有两类新的抗生素被开发出来，人们正在寻找对抗细菌感染的新方法。 噬菌体在 1920 年代首次用于控制细菌， 1963年苏联科学家进行了一次大规模的临床实验。直到实验结果于1989年在西方公布之前，这项工作在苏联以外的国家是不为人知的。最近由抗生素耐药细菌引起的问题不断升级，激发了人们对使用噬菌体和噬菌体疗法的新兴趣。 
人类基因组计划揭示了许多病毒 DNA 序列散布在整个人类基因组的存在。这些序列约占人类 DNA 的 8%， 似乎是人类祖先古代逆转录病毒感染的遗迹。 这些 DNA 片段已在人类 DNA 中牢固地确立了自己的地位。这些 DNA 中的大部分不再起作用，但其中一些有益病毒带来了对人类发展很重要的新基因。   病毒已将重要基因转移到植物中。大约 10% 的光合作用使用是由病毒从蓝绿藻转移到植物体内的基因产物。